# Francisco da Conceição Paula
Francisco da Conceição Paula  (Loulé, 8 de Dezembro de 1905 - Lagos, 16 de Dezembro de 1969), foi um jornalista português.

## Biografia

### Nascimento e educação
Nasceu na vila de Loulé, em 8 de Dezembro de 1905, filho de Liberata da Piedade Pereira e de António de Paula, pequenos comerciantes naquela localidade algarvia.[carece de fontes?] Cumpriu a instrução primária numa escola de Loulé.

### Carreira profissional
Desde bastante novo que começou a aprender a actividade de tipógrafo; a partir dos 15 anos de idade, tornou-se num gráfico de passagem, denominação dada aos funcionários de impressão que viajavam entre localidades, procurando as oficinas com mais trabalho. Durante a década de 1920 verificou-se uma grande expansão da imprensa e da cultura de massas, tendo sido nesse contexto que passou por Olhão, Tavira, Faro e Azeitão. Estabeleceu-se, em seguida, em Portimão, onde subiu na carreira, deixando de ser um aprendiz para passar a ser um profissional da composição tipográfica. Fixou-se em Lagos com cerca de dezanove anos de idade, onde fundou em 1931, na oficina onde trabalhava, o Jornal de Lagos. Em 1933 criou a sua própria oficina a Tipografia Lacobrigense, ainda hoje existente. Nesta tipografia era publicado o Jornal de Lagos, do qual Francisco Paula era editor e director. Francisco da Conceição Paula esteve à frente daquele periódico até quase ao seu falecimento, cerca de quatro décadas depois. Abandonou as funções de editor e director do Jornal de Lagos aos 60 anos de idade, devido ao avançado estado de debilidade do seu coração. Foi um dos principais impulsionadores do jornalismo e das artes gráficas em Lagos, tendo influenciado igualmente a criação dos jornais A Voz de Loulé e Notícias de Loulé.

### Família e falecimento
Em 6 de Novembro de 1933, casou com Maria da Glória Vieira Sant'Anna, tendo tido dois filhos.
Faleceu em 16 de Dezembro de 1969, vítima de enfarte do miocárdio.

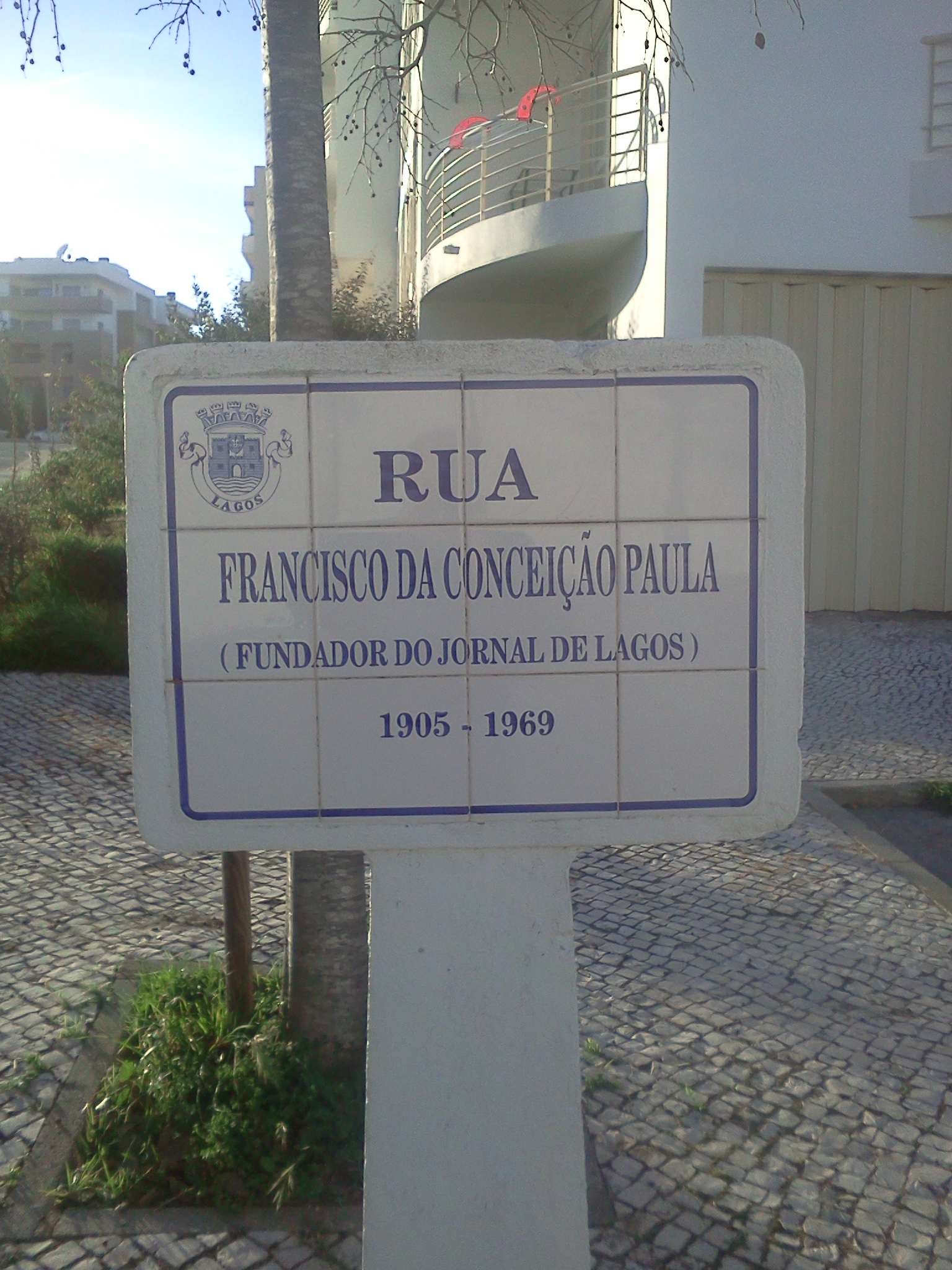
Placa da Rua Francisco da Conceição Paula, em Lagos.

## Homenagens
Em 21 de Março de 2001, a Câmara Municipal de Lagos colocou o seu nome numa rua da antiga Freguesia de São Sebastião.